# کا-۱۲ (آلبوم)
کا-۱۲ (به انگلیسی: K-12) دومین آلبوم استودیویی از خواننده آمریکایی ملانی مارتینز است که در ۶ سپتامبر ۲۰۱۹ از طریق آتلانتیک رکوردز همراه فیلمی با همین نام منتشر شد.

## موسیقی
مایکل کینن که در گذشته همراه با مارتینز در تهیه‌کنندگی چند قطعه از آلبوم قبلی بچه گریون وی همکاری داشت نیز تهیه‌کنندگی کا-۱۲ را انجام داد. همچنین کاینیتیکس اند وان لاو همکاران چندباره مارتینز تهیه‌کنندگی و سرودن قطعه «دراما کلاب» را برعهده داشتند. کا-۱۲ در اصل از دو سبک الکتروپاپ و آلترناتیو پاپ ساخته شده‌است.